# Arcy-sur-Cure
Arcy-sur-Cure är en kommun i departementet Yonne i regionen Bourgogne-Franche-Comté i norra Frankrike. Kommunen ligger i kantonen Vermenton som tillhör arrondissementet Auxerre. År 2022 hade Arcy-sur-Cure 482 invånare.

## Befolkningsutveckling
Antalet invånare i kommunen Arcy-sur-Cure
| Referens: INSEE |